# 1094
1094 (MXCIV) je bilo navadno leto, ki se je po julijanskem koledarju začelo na nedeljo.

## Dogodki

### Rekonkvista
- maj - Kastiljski vojskovodja in narodni junak El Cid zavzame taifo Valencijo in si nadane naziv knez Valencije. Vlada tudi s pomočjo muslimanov, ki so nenaklonjeni Almoravidom.
- 4. junij - Med obleganjem muslimanske Huesce v boju umre aragonski in navarrski kralj Sančo Ramirez. Na obeh prestolih ga nasledi njegov sin Peter.
- 15. junij - Almoravidska vojska, več kot petdeset tisoč bojevnikov, neuspešno oblega El Cidovo Valencijo.

### Ostalo
- 8. oktober - Posvetitev Bazilike sv. Marka v Benetkah.
- Škotska: Malcolmov sin Duncan II. Škotski postane škotski kralj s pomočjo angleškega kralja Vilijema Rufa. V naslednjih mesecih se mu uspešno upira njegov stric Donald.↓
- 12. november → Duncanova vojska pade v zasedo, ki jo je pripravil Donald. Duncan v boju umre in prestol zasede Donald III.. Še isto leto se  Malcolmov mlajši sin Edgar zavaruje z zasedbo pokrajine Lothian.
- Godred Crovan, kralj otoka Man s Hebridi, je pregnan iz Dublina.
- Bizantinsko cesarstvo: po odstranitvi pečeneške nevarnosti čez Donavo po novem pritiskajo Kumani, ki jih vodi nek samozvani pretendent za bizantinski prestol. Po smrti (atentatu?) na samozvanca kumanska nevarnost poneha.
- Hugo, nadškof Lyona izobči francoskega kralja Filipa I., ki se je na lastno pest ločil od žene Berte Holandske in se poročil z že poročeno Bertrado Monfortško, soprogo Fulka IV. Anžujskega.
- Rajmond IV. postane grof Toulousa.
- Po hudi bolezni umre vrhovni seldžuški sultan Mahmud I.. Obsežen imperij - vsaj nominalno - nasledi njegov trinajstletni brat Barkijaruk. Guvernerska upravna središča Mosul, Alep in Damask osnujejo svoje emirate.
- Al-Mustazhir postane 28. kalif Abasidov (v Bagdadu).
- Al-Mustali postane 9. kalif Fatimidov (v Egiptu).
- Koreja: umrlega korejskega kralja Seondžonga nasledi sin Heondžong, 14. kralj dinastije dinastije Gorjeo po seznamu.
- Prva omemba hrvaške prestolnice Zagreb.

## Rojstva
Neznan datum
- Abd Al-Mu'min, almohadski kalif († 1163)
- Ibn Zuhr, andaluzijski zdravnik in kirurg († 1162)
- Peter Častitljivi, francoski benediktanski opat in teolog († 1156)
- Sveti Malahija, irski nadškof Armagha, posthumno prerok († 1148)
- Vsevolod II. Kijevski, kijevski veliki knez († 1146)

## Smrti
- 10. januar - Al-Mustansir, fatimidski kalif (* 1029)
- 4. junij - Sančo Ramirez, aragonski kralj (* 1042)
- 17. junij - Seondžong, 13. korejski kralj dinastije Gorjeo (* 1047)
- 12. november - Duncan II., škotski kralj (* 1060)

Neznan datum
- al-Bakri, arabski andaluzijski zgodovinar in geograf (* 1014)
- Al-Muktadi, abasidski kalif (* 1056)
- Mahmud I., sultan seldžuškega imperija
- Vilijem IV., toulouški grof (* 1040)